# Julella
Julella Fabre (komorniczka) – rodzaj grzybów z rodziny Thelenellaceae.

## Systematyka i nazewnictwo
Pozycja w klasyfikacji według Index Fungorum: Thelenellaceae, Ostropales, Ostropomycetidae, Lecanoromycetes, Pezizomycotina, Ascomycota, Fungi.
Synonimy nazwy naukowej: Catharinia (Sacc.) Sacc., Hyalospora Nieuwl., Peltosphaeria Berl., Pleospora subgen. Catharinia Sacc., Polyblastiopsis Zahlbr.
Nazwa polska według W. Fałtynowicza.

## Niektóre gatunki
- Julella buxi Fabre 1878
- Julella fallaciosa (Stizenb. ex Arnold) R.C. Harris 1987[4] – komorniczka zwodnicza
- Julella lactea (A. Massal.) M.E. Barr 1986[4] – komorniczka biała
- Julella sericea (A. Massal.) Coppins 1992
- Julella vitrispora (Cooke & Harkn.) M.E. Barr 1986

Nazwy naukowe na podstawie Index Fungorum. Nazwy polskie według W. Fałtynowicza.